# 清水氏交替单胞菌
清水氏交替单胞菌（学名：Alteromonas simiduii）是交替单胞菌属的下属物种。此物种是一种革兰氏阴性、异养、需氧、过氧化氢酶阳性、运动性、且嗜温的杆状细菌。此物种用单极鞭毛运动。此物种最早从台湾台南二仁河口采集的水样中分离出来。